# Liste der Biografien/Sile
Liste der Biografien |
Portal Biografien |
Personensuche
# |
A |
B |
C |
D |
E |
F |
G |
H |
I |
J |
K |
L |
M |
N |
O |
P |
Q |
R |
S |
T |
U |
V |
W |
X |
Y |
Z |
?
 
Sa |
Sb |
Sc |
Sd |
Se |
Sf |
Sg |
Sh |
Si |
Sj |
Sk |
Sl |
Sm |
Sn |
So |
Sp |
Sq |
Sr |
Ss |
St |
Su |
Sv |
Sw |
Sy |
Sz
 
Sia |
Sib |
Sic |
Sid |
Sie |
Sif |
Sig |
Sih |
Sii |
Sij |
Sik |
Sil |
Sim |
Sin |
Sio |
Sip |
Siq |
Sir |
Sis |
Sit |
Siu |
Siv |
Siw |
Six |
Siy |
Siz
 
Sila |
Silb |
Silc |
Sild |
Sile |
Silf |
Silg |
Silh |
Sili |
Silj |
Silk |
Sill |
Silm |
Siln |
Silo |
Silp |
Sils |
Silt |
Silu |
Silv |
Silw |
Silz
Die Liste der Biografien führt alle Personen auf, die in der deutschsprachigen Wikipedia einen Artikel haben. Dieses ist eine Teilliste mit 26 Einträgen von Personen, deren Namen mit den Buchstaben „Sile“ beginnt.

## Sile

### Silei
- Silei, Cosmas (* 1948), kenianischer Mittelstrecken- und Hürdenläufer
- Šileikis, Egidijus (* 1967), litauischer Verfassungsrechtler und -richter
- Šileikis, Gintaras (* 1960), litauischer Pädagoge und Politiker (Seimas)

### Silen
- Silén, John (1869–1949), finnischer Segler
- Silén, Sven (1908–1983), schwedischer Theologe, Bischof von Västerås
- Silenen, Kaspar von († 1517), Kommandant der Schweizergarde
- Silenos, griechischer Glossograph
- Silenos von Kaleakte, antiker griechischer Historiker
- Silentó (* 1998), US-amerikanischer RapperSilentó (* 1998)

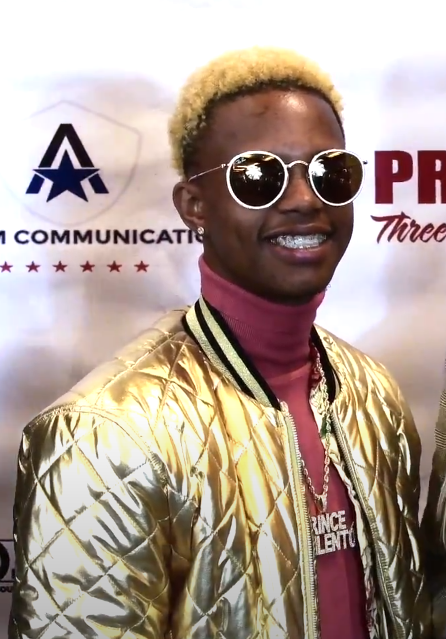
Silentó (* 1998)

### Siler
- Siler, Eugene (1900–1987), US-amerikanischer Politiker
- Siler, Howard (1945–2014), US-amerikanischer Bobsportler
- Siler, Jenny (* 1971), US-amerikanische Autorin
- Šileris, Arūnas (* 1976), litauischer Politiker
- Šilerová, Jana (* 1950), tschechische Geistliche

### Siles
- Siles Reyes, Hernando (1882–1942), bolivianischer Jurist
- Siles Zuazo, Hernán (1914–1996), bolivianischer Politiker, Staatspräsident Boliviens
- Siles, Jonathan (* 1993), uruguayischer Fußballspieler
- Siles, José-María (* 1951), spanischer Journalist und Analytiker von Nachrichten
- Sileshi, Mesfin (1905–1974), äthiopischer Politiker
- Silesu, Lao (1883–1953), italienischer Komponist

### Silet
- Siletti, Mario (1897–1977), italienischer Schauspieler
- Siletti, Mario (1903–1964), US-amerikanischer Schauspieler italienischer Herkunft
- Siletti, Mario Jr. (1925–1991), US-amerikanischer Schauspieler und Schauspiellehrer

### Silew
- Silewicz, Witold (1921–2007), polnisch-österreichischer Komponist und Kontrabassist

### Silex
- Silex, Karl (1896–1982), deutscher Journalist
- Silex, Maria (* 1987), deutsche Bogenschützin